# هواوی پی۸

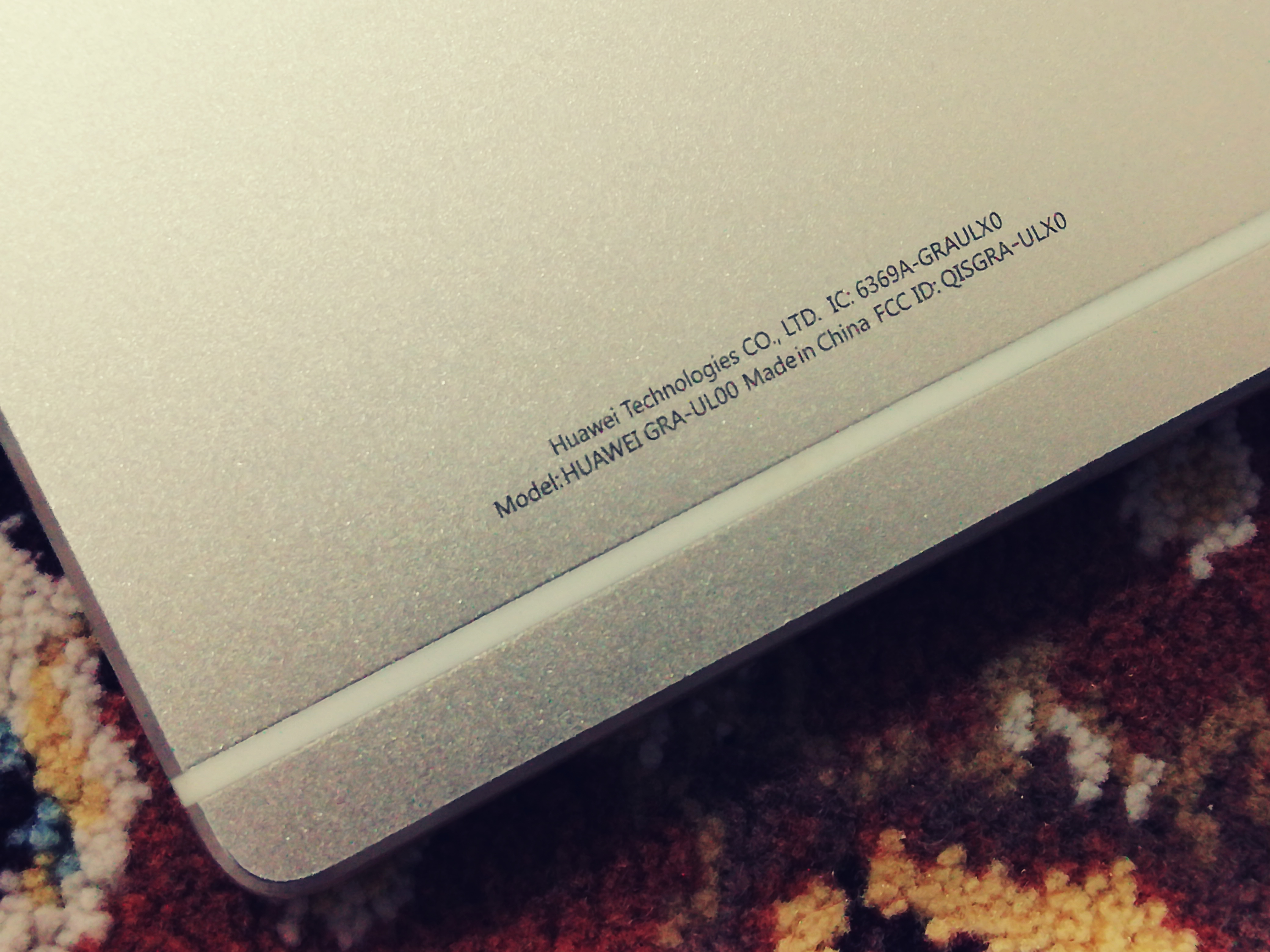
قسمت پایین پنل پشتی تلفن هوشمند هواوی پی8

هواوی پی۸ (به انگلیسی: Huawei P8) با اسم رمز Grace ، گوشی هوشمند رده بالای اندرویدی از سری هواوی پی، محصولی از شرکت هواوی است که به عنوان برترین تلفن هوشمند سال ۲۰۱۵ اروپا نیز انتخاب شد.
همچنین این گوشی به عنوان اولین گوشی جهان با سنسور دوربین اصلی RGBW شناخته می شود.
این گوشی ادامه دهنده راه نسل قبلی خود، یعنی هواوی اسند پی۷ است.
این گوشی در آوریل ۲۰۱۵ همراه با دو نسخه دیگر عرضه شد:
- هواوی پی۸ لایت، یک نسخه ارزانتر با قدرت کمتری و باتری کوچکتر که در رده متوسط قرار دارد.
- هواوی پی۸ مکس، این نسخه با صفحه نمایش بزرگتر و باتری بزرگتر ساخته شده‌است اما به‌طور معمول مشابه پی۸ است.[۱]

تلفن های پی٨ تنها پس از گذشت کوتاهی از آغاز عرضه شان، به فروش بیش از 16 میلیون دستگاه دست یافتند.

## جوایز
هواوی پی۸ توانست بر اساس رأی سردبیران نشریات چندرسانه‌ای EISI awards در سرتاسر قاره اروپا، جایزه بهترین گوشی هوشمند از نگاه مصرف‌کنندگان را به‌خود اختصاص دهد.